# MOVEit
 (juillet 2023).
 (juillet 2023).
La mise en forme du texte ne suit pas les recommandations de Wikipédia : il faut le « wikifier ».
Les points d'amélioration suivants sont les cas les plus fréquents. Le détail des points à revoir est peut-être précisé sur la page de discussion.
- Les titres sont pré-formatés par le logiciel. Ils ne sont ni en capitales, ni en gras.
- Le texte ne doit pas être écrit en capitales (les noms de famille non plus), ni en gras, ni en italique, ni en « petit »…
- Le gras n'est utilisé que pour surligner le titre de l'article dans l'introduction, une seule fois.
- L'italique est rarement utilisé : mots en langue étrangère, titres d'œuvres, noms de bateaux, etc.
- Les citations ne sont pas en italique mais en corps de texte normal. Elles sont entourées par des guillemets français : « et ».
- Les listes à puces sont à éviter, des paragraphes rédigés étant largement préférés. Les tableaux sont à réserver à la présentation de données structurées (résultats, etc.).
- Les appels de note de bas de page (petits chiffres en exposant, introduits par l'outil «  Source ») sont à placer entre la fin de phrase et le point final[comme ça].
- Les liens internes (vers d'autres articles de Wikipédia) sont à choisir avec parcimonie. Créez des liens vers des articles approfondissant le sujet. Les termes génériques sans rapport avec le sujet sont à éviter, ainsi que les répétitions de liens vers un même terme.
- Les liens externes sont à placer uniquement dans une section « Liens externes », à la fin de l'article. Ces liens sont à choisir avec parcimonie suivant les règles définies. Si un lien sert de source à l'article, son insertion dans le texte est à faire par les notes de bas de page.
- La présentation des références doit suivre les conventions bibliographiques. Il est recommandé d'utiliser les modèles {{Ouvrage}}, {{Chapitre}}, {{Article}}, {{Lien web}} et/ou {{Bibliographie}}. Le mode d'édition visuel peut mettre en forme automatiquement les références.
- Insérer une infobox (cadre d'informations à droite) n'est pas obligatoire pour parachever la mise en page.

Pour une aide détaillée, merci de consulter Aide:Wikification.
Si vous pensez que ces points ont été résolus, vous pouvez retirer ce bandeau et améliorer la mise en forme d'un autre article.
MOVEit est un logiciel de transfert de fichiers édité par Ipswitch, Inc (faisant partie de Progress Software). MOVEit chiffre les fichiers et utilise des protocoles de transfert de fichiers sécurisés pour transférer les données ainsi que pour fournir des services d'automatisation, des analyses et des options de basculement. Le logiciel est utilisé dans le secteur de la santé par des entreprises telles que Rochester Hospital et Medibank,, ainsi que dans de nombreux services informatiques dans des entreprises de haute technologie, des organisations gouvernementales et des services financiers comme Zellis.

## Histoire
MOVEit est publié en 2002 par Standard Networks. En 2006, la société publie l'intégration entre MOVEit et un logiciel antivirus pour arrêter le transfert de fichiers infectés. 
Ipswitch acquiert MOVEit en 2008 lorsque la société rachète Standard Networks. MOVEit Cloud est annoncé en 2012 comme un logiciel de gestion de transfert de fichiers basé sur le cloud. MOVEit Cloud est le premier logiciel de transfert de fichiers géré dans le cloud pour les entreprises. Il est évolutif et peut partager des fichiers de système à système, de groupe ou de personne à personne. 
En 2013, les clients MOVEit pour plateformes iOS et Android sont lancés. La version publiée comprend un assistant de configuration, ainsi que le chiffrement des e-mails,.  
Ipswitch Analytics est lancé en 2015 pour surveiller et rapporter les données via le logiciel MOVEit. Les données analytiques comprennent un moniteur d'activité et la création de rapports automatisés. Ipswitch Analytics peut accéder aux données des serveurs de transfert et d'automatisation de fichiers MOVEit,. Cette même année, Ipswitch Failover sort. Le logiciel permet d'obtenir des « recovery point objectives » (RPO) de quelques secondes avec un objectif de temps de récupération (RTO) inférieur à une minute, ce qui augmente la disponibilité de MOVEit.

## Brèche de données en 2023
Le 31 mai 2023, Progress Software a signalé une vulnérabilité d'injection SQL dans MOVEit Transfer et MOVEit Cloud (CVE-2023-34362). La vulnérabilité fut massivement exploitée par les cybercriminels fin mai 2023, mais elle a été potentiellement exploitée dès juillet 2021. La vulnérabilité du 31 mai permettait à un attaquant d'accéder à la base de données de MOVEit Transfer depuis son application web sans s'authentifier. L'attaquant pouvait alors exécuter des instructions SQL modifiant ou supprimant des entrées dans la base de données, et déduire des informations sur la structure et le contenu de la base de données,.
En 2023, il s’avère que la vulnérabilité zero-day du 31 mai 2023 avait été exploitée par des attaquants. Le 7 juin 2023, le cybergang Cl0p, qui serait basé en Russie, publie un article de blog disant qu'il avait eu accès aux transactions MOVEit dans le monde entier et que les organisations utilisant MOVEit avaient jusqu'au 14 juin pour contacter Cl0p et payer une rançon, sinon les informations volées seraient publiées. Les détails incluent généralement des données de paie avec des champs tels que les adresses personnelles, les numéros d'assurance nationale et les coordonnées bancaires, mais varient. Le groupe déclare qu'il dispose d'informations de huit organisations britanniques, dont la BBC, tirées d'une attaque contre le fournisseur de services de paie Zellis. Il a été supposé que le contact via un article de blog plutôt que par e-mail aux victimes pourrait être dû au nombre énorme de victimes, trop nombreuses pour être traitées individuellement.
L'exfiltration de données lors des attaques généralisées de mai-juin par le groupe de cybercriminalité russophone Cl0p a peut-être été principalement axée sur les données stockées à l'aide de Microsoft Azure. Dès sa découverte, Progress a lancé une enquête, et a alerté ses clients du problème et a fournit des mesures d'atténuation (blocage de tout le trafic HTTP et HTTPS vers MOVEit), suivies du développement et de la publication d'un correctif de sécurité. Le 15 juin, une autre vulnérabilité pouvant conduire à un accès non autorisé fut rendue publique (CVE-2023-35708). Cette vulnérabilité n'avait pas été exploitée « dans la nature » au moment de la divulgation, et un correctif a été publié le 16 juin.